# William Rose
William Rose (ur. 31 sierpnia 1918 w Jefferson City, zm. 10 lutego 1987 na wyspie Jersey) – amerykański scenarzysta filmowy, osiadły na stałe na Wyspach Brytyjskich. 

## Życiorys
Urodził się w Jefferson City w stanie Missouri. Po rozpoczęciu II wojny światowej w Europie udał się do Kanady, by móc zaciągnąć się do armii i wyruszyć na front. Jego oddział stacjonował początkowo w Szkocji, a później na kontynencie europejskim. Po zakończeniu wojny Rose pozostał w Anglii, gdzie zapisał się na kurs scenopisarstwa.
Został autorem scenariuszy do pięciu angielskich komedii z lat 50. ze studia Ealing, w tym Jak zabić starszą panią (1955) Alexandra Mackendricka. W latach 60. tworzył scenariusze dla hollywoodzkich wytwórni filmowych.
Był czterokrotnie nominowany do Oscara. Statuetkę za najlepszy scenariusz oryginalny ostatecznie zdobył za film poruszający tematykę rasizmu Zgadnij, kto przyjdzie na obiad (1967) w reżyserii Stanleya Kramera.